# Felix Unger
Felix Unger (n. Klagenfurt, Austria en 1946) es uno de los más destacados cardiólogos del mundo, además de ser el presidente de la Academia Europea de Ciencias y Artes y el presidente del Alma Mater Europaea. En 1986 realizó el primer trasplante de corazón artificial en Europa.

## Biografía
Unger estudió medicina en la Universidad de Viena, de donde se graduó en 1971. Luego de su graduación practicó la medicina en la Clínica Universitaria para Cardiología en Viena (1971-1972) y en la local Universidad de Clínica Quirúrgica (1972-1977) y en 1975 trabajó como investigador en el campo de la medicina cardiovascular en Houston, Cleveland y Salt Lake City en Estados Unidos. En 1978, fue nombrado Profesor Asociado y luego Profesor quirúrgico. Obtuvo su doctorado en 1978. En Salt Lake City, inventó el Ellipsoidherz que luego utilizaría para su primer trasplante de corazón artificial en 1986. En el año 1990, fundó, junto al cardenal König y el Profesor Lobkowitz la Academia Europea de Ciencias y Arte, la cual en su momento contaba con 1500 miembros. Entre los años 1985 y 2011 fue el director de la Clínica Universitaria para cirugía cardíaca en Salzburgo, desde 2001 es el presidente del Instituto Europeo de la Salud. El Profesor Unger también es miembro de importantes asociaciones científicas, además de un número de academias científicas: la Academia de Ciencias y Arte del Estado de Alemania Federal de Renania del Norte-Westfalia, y los países europeos de Letonia, Eslovenia y Serbia y Montenegro, además de ser un miembro regular de la Leopoldina de Alemania y la New York Academy of Sciences.

## Premios y distinciones

### Premios
- 1975 Premio Dr. Karl Renner,
- 1980 Premio Sandoz,
- 1980 Sociedad Alemanade Cirugía,
- 1982 y 1989, Planseepreis für Wissenschaft,
- 1991 Medalla Purkyne (Brno),
- 1992 Billroth Preis der Österr. Ges. F. Chirurgie,
- 1992 Humes Professorship,
- 1992 Medalla Karylins,
- 2005 Verdienstkreuz des Landes Salzburg,
- 2006 Österreichisches Ehrenkreuz,
- 2009 Premio Paul Stradins, Riga
- 2011 Medalla del Presidente de la República Eslovaca
- 2012 Großes Silbernes Ehrenzeichen für Verdienste um die Republik Österreich[3]

### Profesor honorario
- 2002 en Marburg
- 2012 en San Petersburgo

### Doctorados honorarios
- 1994 en Budapest, Timisoara y Tokio
- 2003 en Riga
- 2007 en Belgrado
- 2009 en Atenas
- 2010 en Tbilisi.
- 2012 en San Petersburgo
- 2013 en Arad y ClujNapoca